# 南湖 (长春)
43°51′46″N 125°18′39″E / 43.8627632°N 125.3109636°E

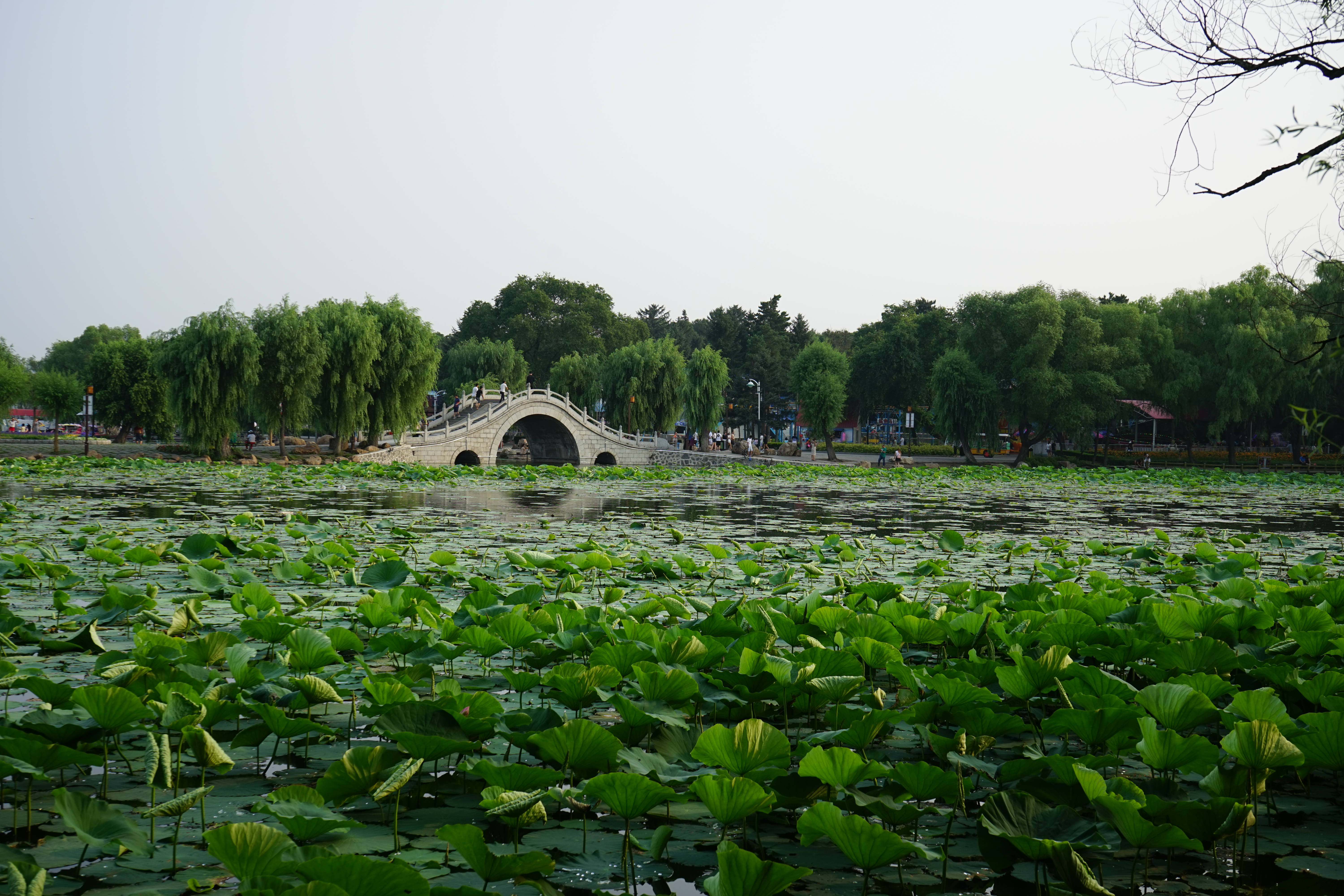
南湖公園的石橋

长春南湖位于中国吉林省长春市朝阳区，为长春南湖公园的主体景观。长春南湖公园亦是长春市区内最大的公园。公园占地222万平方米，水面达92万平方米。是中国面积第二大的市内公园（仅次于北京颐和园）。由南湖公园管理办公室运营。
南湖的汛限水位为214.30米，警戒水位214.35米。南湖内的水来自两部分：一是开春之后从新立城水库引来的水；二是流域降水。超过汛限水位，南湖公园1号门附近10多米宽的溢洪渠就会自动泄洪，水会通过“师大暗渠”汇入“永安明沟”排入伊通河。

## 历史地理
长春南湖未建成之前，原址处为伊通河支流兴隆沟上游的西、南、北三条水沟，其西南有三个泉眼，喷水量虽不大，但长流不息。正源为北兴隆沟，发源于今红旗街与宽平大路岔口高地，流经今红旗街与同德路注入今南湖。西兴隆沟发源于今卫星路，向东北流经今南湖新村注入今南湖。西兴隆沟有两源头，分别位于今长春理工大学与今长春大学校区，北流注入今南湖宾馆附近的南湖。
1937年7月，满洲国新京当局沿今工农大路修筑起高10米、长800米的堤坝，拦截兴隆沟形成一个水面达96.8万平方米，库容为250万立方米的人工水库，因位于城市的南部而得名“南湖”。于此同时，着手将南湖及周边地块建设成具有皇家公园意味的“南湖公园”与“黄龙公园”（同德路沿岸河谷），这样不仅为人们提供了游憩之所，而且也拥有了城市的备用水源地，日供水能力1万立方米。1938年，修建了木质的跨湖大桥，因形似长虹卧波而命名为“垂虹桥”，并在公园西南部设立了苗圃，大规模栽种树木。在湖西高岗“佛光岭”地带，于1941年5月修建“佛舍利塔”一座，1943年9月又建成一座“万灵供养塔” （两塔现已拆毁）。
1946年中华民国长春市政府将公园改名为“南郊公园”。1948年8月垂虹桥被焚毁。1949年中华人民共和国建立后，长春市人民政府将南郊公园复名为“南湖公园”，并多次对公园进行改造扩建，加强绿化。先后建成了湖心岛、游泳场、拱桥、玉带桥、四亭曲桥等园林设施。1960年在原苗圃所在地建起了南湖宾馆；1979年在垂虹桥原址处重新修建了钢筋混凝土的南湖大桥，长149.9m，宽29.5m；1988年在公园北端新民广场南侧建起了长春解放纪念碑。
按《长春市志·自然地理志》，从南湖大堤汇入动植物园西南角的水道被称作“南湖沟”（现称“师大暗渠”，截面4.0*2.2米）。南湖沟有两条左岸支流，一是源自现今朝阳公园的“小南湖沟”（现称“清华路暗渠”，截面2.2*2米）汇入动植物园人工湖西北角；另一条是源自儿童公园西侧杏花村、牡丹园两源的“园林沟”（长春市园林局原址在附近），经民康路南侧（现称“民康路暗渠”）、青衣坊在永安桥附近注入。从动植物园人工湖东北角经永安桥汇入伊通河西岸的天然水道现称“永安明沟”。
2016年8月起，南湖汇水片区（面积38平方公里）水体治理项目工程建设总投资130247.32万元。陆续修建了一批地下调蓄池，以收集夏季汛期的雨污混合水，避免排入公园地表水体中，解决汛期的溢流污染。再通过地下管线排放到北郊污水处理厂，处理后排入伊通河。
- 永安明沟调蓄池：有效容积2.4万立方米。
- 民康路暗渠调蓄池：位于儿童公园。有效容积2.4万立方米。
- 在动植物园西南角修建了师大暗渠调蓄池，位于自由大路交岳阳街路口东北侧动物园内水域下方，总面积3100㎡，格栅间及变配电间为水上建筑，建筑面积约250㎡。调蓄池有效容积3.9万立方米，有效水深14m。挖深23米。汇水面积328公顷
- 在动植物园西北角修建了平泉路调蓄池，位于平泉路南侧，西邻斑马、鸵鸟馆舍的动物园内水域下方，总面积3900㎡全水下;格栅间及变配电间为水上建筑，建筑面积约250㎡。此调蓄池有效容积3.7万立方米，有效水深9.5m。挖深19米。汇水面积311公顷
- 南湖北部的荷花池调蓄池，位于同德路交延安大路路口东南侧南湖公园荷花池水域下方，总面积5775立方米，几乎全部位于荷花池水面以下，仅需移少量树。深20米，容积5万立方米，承接同德路暗渠（截面2X2.2m）的来水，汇水面积419公顷；[1]
- 南湖西南部的南湖中街新村调蓄池，位于南湖中街北侧冬季滑冰场边绿地下方，总面积670㎡，汇水面积77公顷，有效容积1.6万立方米；
- 南湖东南部的名人酒店调蓄池，长56米，宽44.8米，总面积2600㎡，汇水面积136公顷。有效容积1.6万立方米，有效水深7m。基坑为整体地下一层。基坑支护采用桩锚支护，桩间喷射混凝土面板，锚索根据区域的不同分别为4-5排。[2]
- 动植物公园西北角动物散养区建设3.5万㎡/d大型地埋式污水处理厂，处理后中水排入动植物公园使动植物公园常年有活水循环，经永安明沟最终汇入伊通河，解决伊通河劣V类水质问题。

## 风光特色

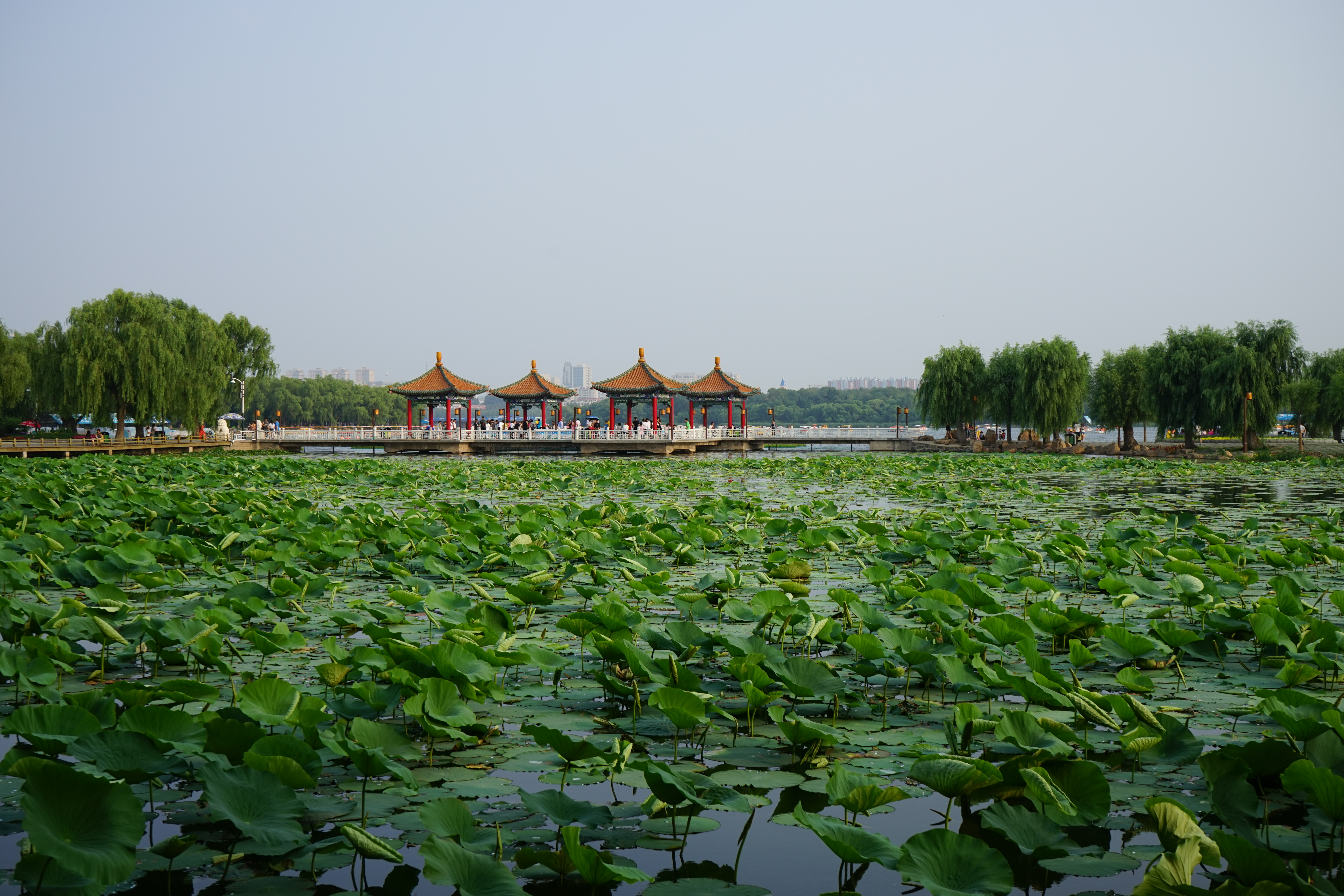
夏季的长春南湖

南湖公园以自然景观和植物造园为主，人工园林设施为辅。春夏，林间山花烂漫，香飘四野，湖滨绿岛垂柳依依。凭南湖大桥北望，一片蓝天白云掩映之下，星星点点的游船漂浮在清澈而宽阔的湖面上，清风泛起湖面阵阵涟漪，远处曲桥亭阁与湖光林色相映成韵，其景致格外使人迷醉。时值仲秋，层林尽染，仰卧在绵软的落叶层上，透过色彩斑谰的观赏林空隙遥望，如洗的碧空，从容的白云伴着草丛中唧唧的虫鸣，此时人与自然会融为一体。隆冬时节，冰封的湖面覆盖着皑皑白雪，苍翠的青松与寂静的白桦林傲雪挺立，银装素裹的公园一派北国风光。
优美的景色令公园四季游人不绝。春夏，这里是踏青、垂钓、划船、游泳的好地方；深秋，色彩缤纷的观赏林让人充满诗情画意；冬季，除了观赏冰灯外，滑雪、滑冰、狗拉爬犁、雪地跑马等冰雪活动花样繁多，异彩纷呈。另外，时逢盛夏和初秋，公园还会举办灯会、民俗风情展等各类游园活动。